# Al-Ahli Ta'izz
L'Al-Ahli Ta'izz (in arabo باشگاه فوتبال الاهلی تعز)  è una società calcistica yemenita con sede ad Ta'izz.
Attualmente milita nella Yemeni League. 
Nel corso della sua storia ha vinto solo un trofeo, la Seconda Divisione Yemenita nel 2009.